# John Fulton (torero)
Pour les articles homonymes, voir John Fulton et Fulton.
John Fulton Short, plus connu sous le nom de « John Fulton », né  le 25 mai 1933 à Philadelphie (États-Unis, État de Pennsylvanie), mort à Séville (Espagne) le 28 février 1998, est un matador américain.

## Présentation
Né dans un quartier pauvre de Philadelphie, le jeune garçon, inspiré par la performance de Tyrone Power dans le film Arènes sanglantes tiré du roman de Vicente Blasco Ibáñez, va s'entraîner dans des fincas mexicaines. Puis il part pour l'Espagne en 1956, « terre promise des toreros » où les matadors américains apparaissent comme une curiosité.

## Carrière
Le 29 juin 1958, il paraît dans sa première novillada et reste cantonné dans des spectacles de second ordre jusqu'en 1961, année où il connaît premier succès à El Puerto de Santa María  avec une sortie a hombros , ce qui l'encourage à se présenter à Madrid. Malheureusement, sa performance madrilène est un échec. Mais  des "figuras" comme Antonio Ordóñez, Jaime Ostos  et même l'ancien matador Juan Belmonte  l'encouragent, et il prend l'alternative le 18 juillet 1963 à Séville avec pour parrain José María Montilla, et pour témoin César Faraco devant des taureaux de la ganadería de Félix Moreno Ardanuy. Il devient ainsi le troisième matador yankee après Harper B. Lee  et Sidney Franklin.
Il confirme son alternative à Madrid le 12 octobre 1967. Mais, alors qu'il est relativement reconnu en Espagne, il se heurte au Mexique à une forte opposition du "mundillo" et il ne pourra pas confirmer son alternative à Mexico
Pourtant il met fin à sa carrière triomphalement le 2 avril 1994 à San Miguel de Allende (Mexique) en affrontant des taureaux de la race Casablancas (équivalent mexicain des Miuras). Il coupe deux oreilles ce jour-là.
Le 20 février 1998, alors qu'il était retourné à Séville, il est victime d'une crise cardiaque. Le maire de la ville ordonne pour lui des funérailles de matador sévillan : ses cendres font une vuelta al ruedo des arènes de la Real Maestranza de Caballería de Séville.

## Autres talents
John Fulton était aussi illustrateur, créateur d'habit de lumières, galerie. La « John Fulton Society » a créé un musée à sa mémoire avec des illustrations, photographies, projections de films. Il a publié plusieurs ouvrages parmi lesquels : Lament for the Death of a Matador : Four Paintings Based on the Poem Llanto Por Ignacio Sanchez Mejias by Gabriel Garcia Lorca, et un traité de tauromachie : Bullfighting, éditions E P Dutton, 1971.
Il a aussi entraîné et encouragé des novices qui, comme lui peinaient à se faire reconnaître dans le mundillo. C'est le cas notamment du japonais Atsuhiro Shimoyana « El Niño del Sol Naciente»